# 오메가-7 지방산
오메가-7 지방산(영어: omega-7 fatty acid) 또는 ω−7 지방산(영어: ω−7 fatty acid) 또는 n−7 지방산(영어: n−7 fatty acid)은 오메가-7 위치(즉, 지방산의 메틸 말단으로부터 7번째 탄소)에서 공통적인 탄소(C)-탄소(C) 이중 결합을 가지고 있는 불포화 지방산 군(群)이다. 자연에서 가장 흔한 두 가지 오메가-7 지방산은 팔미톨레산과 박센산이다. 이들은 보습 특성으로 인해 화장품에 널리 사용된다. 오메가-7 지방산이 풍부한 식단은 고밀도 지질단백질(HDL) 콜레스테롤 수치를 높이고 저밀도 지질단백질(LDL) 콜레스테롤 수치를 낮추는 등 건강에 유익한 효과가 있는 것으로 나타났다.
오메가-7 지방산이 풍부한 공급원으로는 팔미톨레산 형태의 마카다미아기름과 산자나무기름이 있으며, 유제품은 박센산과 루멘산의 주요 공급원이다. 팔미톨레산의 또 다른 공급원으로는 아보카도(25,000ppm)가 있다.
단일불포화 오메가-7 지방산은 일반적으로 CH3-(CH2)5-CH=CH-(CH2)n-CO2H의 화학 구조를 가지고 있다.

## 종류
| 일반명     | 지질 번호  | 화학명                     |
| ---------- | ---------- | -------------------------- |
| 없음       | 12:1 (n−7) | 5-dodecenoic acid          |
| 없음       | 14:1 (n−7) | 7-tetradecenoic acid       |
| 팔미톨레산 | 16:1 (n−7) | 9-hexadecenoic acid        |
| 박센산     | 18:1 (n−7) | 11-octadecenoic acid       |
| 루멘산     | 18:2 (n−7) | octadeca-9,11-dienoic acid |
| 파울린산   | 20:1 (n−7) | 13-eicosenoic acid         |
| 없음       | 22:1 (n−7) | 15-docosenoic acid         |
| 없음       | 24:1 (n−7) | 17-tetracosenoic acid      |

## 물질대사
16-탄소 및 18-탄소 오메가-7 불포화 지방산은 신체에서 비선택적 불포화효소에 의해 18-탄소 또는 20-탄소 고도 불포화 지방산으로 전환되는 것으로 알려져 있다. 동일한 효소들이 오메가-3 지방산, 오메가-6 지방산 및 오메가-9 지방산에도 작용한다. 결과적으로 식이 요법과 같은 요인으로 인해 개별 고도 불포화 지방산의 비율이 조직 유형에 따라 크게 다를 수 있지만, 고도 불포화 지방산의 전체 농도는 살아있는 생물에서 안정적으로 유지된다. 이들 개별 농도는 세포막의 유지에 필요한 인지질 합성에서 주어진 조직에 의해 사용될 지방산을 결정하는데 큰 영향을 미친다.

## 연구

### 당뇨병
오메가-7 지방산, 특히 팔미톨레산은 생체 외에서 이자의 β 세포에서 포도당-민감성 세포 자살(당뇨병과 관련된 상태)을 감소시키는 것으로 나타났다. 성인에서 새로운 β 세포는 줄기 세포의 직접적인 분화보다는 자기복제로 인한 결과가 가장 일반적이며, 이는 β 세포의 세포 자살을 방지하는 것이 β 세포의 안정적인 수를 유지하는 데 중요하다는 것을 의미한다. 오메가-7 지방산은 세포 보호 효과가 있어서 당뇨병 치료의 후보 물질로 꼽힌다. 오메가-7 지방산은 또한 인슐린 감수성을 개선하는 것으로 밝혀졌으며, 오메가-7 지방산이 풍부한 식이는 당뇨병의 발생률을 크게 감소시키는 것과 관련이 있다.

### 콜레스테롤
동물 연구에서 오메가-7 지방산의 섭취는 코코넛유나 카놀라유를 충분히 섭취하는 것보다 고밀도 지질단백질(HDL) 콜레스테롤을 증가시키는 것으로 밝혀졌다.

## 생산

### 소에서
유제품은 식이 오메가-7 지방산의 주요 공급원 중 하나이다. 그러나 젖소에서 오메가-7 지방산의 생산은 젖소에게 무엇을 먹이느냐에 크게 의존한다. 구체적으로 젖소가 섭취하는 먹이에서 풀의 비율 감소는 우유의 오메가-7 지방산의 함량이 현저하게 감소하는 것과 관련이 있다. 젖소의 먹이에서 초본식물을 제거한 후 1주일 이내에 루멘산과 박센산의 농도가 현저하게 감소하며, 이는 현대적인 낙농법이 유제품의 유익한 지방산의 함량을 감소시킬 수 있다는 것을 시사한다.

### 조류에서 추출
마카다미아와 같은 오메가-7 지방산의 전통적인 공급원은 산업적인 규모에서 비싼 것으로 판명되어 조류와 같은 오메가-7 지방산이 풍부한 새로운 공급원의 발견을 촉발시켰다. 이산화 탄소 또는 인산수소 이칼륨의 농축과 같은 조류의 생장 조건에 대한 변경은 조류의 지질 생합성의 잠재적인 편향으로 나타났다. 조류의 건조 중량의 최대 90%까지 지질로 수확될 수 있다. 이 과정에서 생조류는 탈수되어 조류 기름을 생성한다. 조류 기름은 전형적으로 산으로 세척하여 극성 지질 및 금속을 제거하여 탈검(degum)된다. 탈검된 조류 기름은 이어서 에스터 교환 및 정제되어 오메가-7 에스터 및 에이코사펜타엔산의 혼합물을 생성하고, 이는 수소첨가탈산소화되어 조류 연료를 형성한다. 이어서, 이들 생성물을 결정화하고 분리하여 원하는 오메가-7 지방산을 얻는다.

## 같이 보기
- 오메가-3 지방산
- 오메가-6 지방산
- 오메가-9 지방산